# Bohumil Vavroušek
Bohumil Vavroušek (25. června 1875, Slavětín u Chotěboře – 6. října 1939, Praha) byl český učitel a amatérský fotograf, který se věnoval především dokumentaci lidové architektury Československa.

## Život

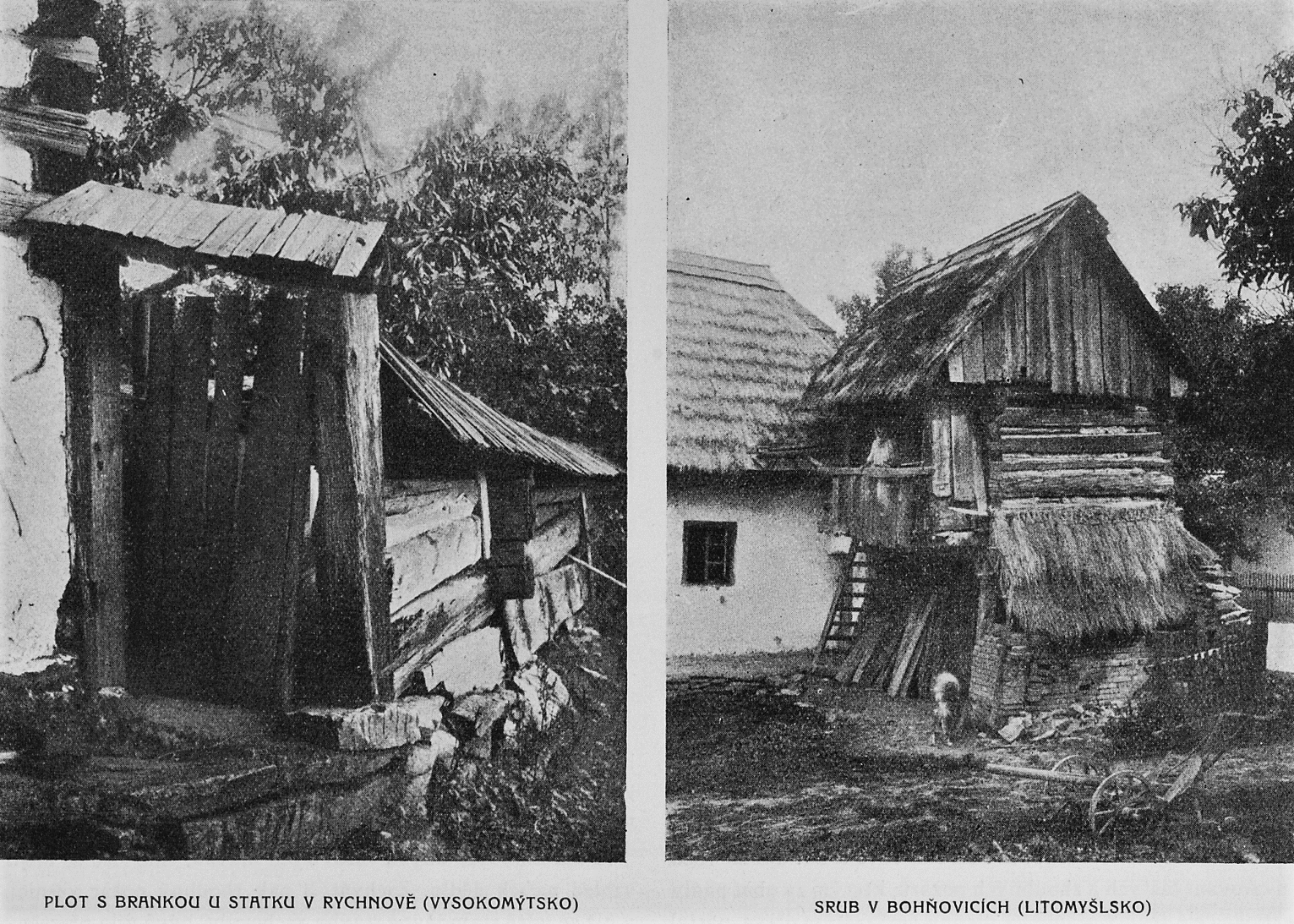
Bohumil Vavroušek: Ukázka z díla

Narodil se v rodině Václava Vavrouška a Anny rozené Kaskové v usedlosti čp. 2 ve Slavětíně. V roce 1895 navštívil Národopisnou výstavu českoslovanskou v Praze, což ovlivnilo jeho zájem o lidovou architekturu. Vystudoval učitelský ústav v Kutné Hoře. Poté učil na venkovských školách na Novobydžovsku. V letech 1902–1903 absolvoval kurs kreslení pro učitele, který vedl profesor Alois Bouda. V roce 1908 nastoupil na měšťanskou školu na pražských Vinohradech. V letech 1926–1929 působil jako ředitel Štefánikovy koleje pro slovenské studenty v Praze.
V roce 1909 podnikl první větší cestu se skupinou českých učitelů do Haliče. Z materiálů, které během cesty pořídil, vznikl průvodce Krakov, Lvov, Vělička, Zakopané, Varšava, Čenstochova (1910). V roce 1910 navštívil Bukovinu. Fotografie pořízené během cesty byly otiskovány na pokračování v časopisu Zlatá Praha (19 fotografií z celkového počtu 22 otištěných). Příspěvky upoutaly pozornost osobností, které se zabývaly lidovou architekturou. V roce 1913 navázal Bohumil Vavroušek spolupráci s Antonínem Podlahou, pro jehož edici Posvátná místa království českého pak pořizoval fotografie. Dále navázal kontakt s historikem umění Zdeňkem Wirthem.
V roce 1910 navštívil poprvé Slovensko spolu se svým přítelem Adolfem Wenigem. Seznámil se zde a poté spřátelil s Pavolem Országhem Hviezdoslavem a Ľudovítem Riznerem. Sympatie ke Slovensku se později projevily tím, že se Vavroušek ujal role jednatele „Československé jednoty“ a byl rovněž spoluautorem prvních slovenských učebnic pro základní školu (ještě před rokem 1914). Po přestávce vynucené první světovou válkou navštěvoval Slovensko a Podkarpatskou Rus téměř každý rok. Současně se věnoval dokumentaci lidových staveb v Čechách a na Moravě. Hlavní část jeho dokumentátorského díla spadá do let 1915–1929. Jeho fotografie však nedokumentují oblasti, které v té době obývala německá menšina. Fotografie otiskoval v časopisech Zlatá Praha, Český svět a Světozor. Později vydal několik knih k této tematice.
V roce 1921 vydal Památník Karla Havlíčka Borovského ke stému výročí jeho narození. Ve dvacátých letech 20. stol. byl rovněž spoluautorem řady slovenských učebnic pro obecnou školu.
Ve třicátých letech se soustředil na vydání Literárního atlasu Československého, na kterém spolupracoval s literárním historikem Arne Novákem. Vyšly dva díly ze tří připravených. Rovněž připravoval Atlas československých výtvarných umělců a monografie jednotlivých měst. Tuto práci ale přerušila smrt.

## Spisy

### Architektura a národopis
- VAVROUŠEK, Bohumil. Malebné Slovensko : památky historické a stavitelské, ukázky různých krojů, staveb, umění a života lidu slovenského.. Praha: Bedřich Kočí, 1920-1923. Dostupné online.
- Dědina : 516 fotografií lidových staveb v republice Československé. Sebral Boh. Vavroušek ; s úvodem Zdeňka Wirtha. Praha: Vesmír, 1925. 37 s., [4] s., [133] obr. příl.
- Kostel na dědině a v městečku : 615 fotografií církevních lidových staveb v Republice Československé. Sebral Boh. Vavroušek ; s úvodem Zdeňka Wirtha. Praha: Kvasnička a Hampl, 1929. 36 s., 615 čb. fot.
- Církevní památky na Podkarpatské Rusi. V Praze (1929) [5]
- Městečko. [Připraveno k tisku, nevyšlo.]
- Empír v Čechách. [Připraveno k tisku, nevyšlo.]

### Česká a slovenská literatura
- Památník Karla Havlíčka Borovského (1921) – k stoletým narozeninám neohrož. politic. vůdce, pravého buditele a národ. mučedníka [6]
- Literární atlas československý : obrazová historie naší literatury. 1. Sebral a sestavil Bohumil Vavroušek s literárním přispěním Arna Nováka. V Praze: J. Otto, 1932. 11 s., 197 s.
- Literární atlas československý : obrazová historie naší literatury. 2. Sebral a sestavil Bohumil Vavroušek s literárním přispěním a s úvodem Arna Nováka. V Praze: Prometheus, 1938. 13 s., 343 s., 28 s.

Dílo vyšlo v knižním a tabulkovém vydání. Třetí díl nevyšel.
- Karla Hynka Máchy k stému výročí básníkova úmrtí (1936) [7]

### Cestovní průvodci
- Antverpy (1912) [8]
- Benátky (1911) [9]
- Brémy (1911) [10]
- Brusel (1912) [11]
- Cáchy (1912) [12]
- Hamburk (1912) [13]
- Kolín n. R (1912) [14]
- Krakov, Lvov, Vělička, Zakopané, Varšava, Čenstochova (1910) [15]
- Ostende (1912) [16]
- Terst (1912) [17]

## Výstavy
- 2018 – Bohumil Vavroušek: Podkarpatská Rus, Galerie Josefa Sudka, Praha, 17. říjen 2018 až 27. leden 2019.[18]
- 2025 – Bohumil Vavroušek, fotograf. Výstava ke 150. výročí narození Bohumila Vavrouška (1875—1939) a ke 100. výročí vydání jeho stěžejního díla Dědina. Připravila Společnost pro obnovu vesnice a malého města s Masarykovým ústavem a Archivem AV ČR, v. v. i. ve spolupráci s NPÚ-ÚOP v Brně. 17.5.-31.8.2025.[19]

## Přijetí díla
Díla Bohumila Vavrouška byla příznivě přijímána oficiálním tiskem a oficiální kritikou první republiky pro svou tzv. státotvornost. Od děl typu Památníku Karla Havlíčka Borovského (1921) po díla zdůrazňující česko-slovenské vztahy, např. Malebné Slovensko (1920–1923). Úvody k jeho dílům psaly přední osobnosti, jako např. Zdeněk Wirth, Arne Novák, Eugen Dostál, Václav Tille či Adolf Wenig.

## Fotografický archiv
Archiv více než 13 000 negativů (většinou skleněné desky 9 × 12 cm) darovali dědicové v roce 1945 České akademii věd a umění. V současnosti jsou uloženy v archivu Akademie věd České republiky. Sbírka obsahuje negativy lidových staveb z Čech, Moravy, Slovenska a Zakarpatské Ukrajiny, rozdělené do tematických celků Městečko (220 ks), Lidové užitkové stavby (380 ks), Církevní památky (asi 1250 ks) a fotografie pro Literární atlas československý (3400 ks), kde je rovněž dokumentována řada lidových staveb. Dalším souborem negativů jsou snímky pro nevydanou knihu Empír v Čechách (860 ks).
Negativy pořízené v letech 1909–1914 v Haliči a Bukovině (1650 kusů) prodal sám autor v letech 1936–1937 Národopisnému muzeu v Praze. Dnes jsou uloženy ve Fotoarchivu národopisného oddělení Národního muzea v Praze.
Na archivních snímcích jsou vedle lidových staveb dokumentovány i lidové kroje.